# Gate.io
Được thành lập vào năm 2013, Gate.io là một nền tảng blockchain và sàn giao dịch tiền điện tử toàn cầu. Được xếp hạng trong top 10 thế giới về khối lượng giao dịch, theo báo cáo của Reuters.

## Lịch sử

### 2013
Gate.io được thành lập bởi Tiến sĩ Lin Han vào tháng 4 năm 2013. Vào tháng 9 năm 2017, do các hạn chế pháp lý của chính phủ Trung Quốc đối với tiền điện tử, Gate.io đã chuyển hoạt động kinh doanh ra nước ngoài và dần dần phục vụ thị trường toàn cầu.

### 2019-2021
Gate.io Live là một nền tảng phát sóng trực tiếp thuộc sở hữu của Gate.io, được ra mắt vào ngày 14 tháng 10 năm 2019. Đây là nền tảng để Gate.io tương tác với người dùng trong thời gian thực. Người dùng có thể bình luận, đặt câu hỏi và tham gia các hoạt động phát sóng trực tiếp đầy màu sắc trên Gate.io Live. Tính năng chia đôi màn hình của nó cho phép người dùng giao dịch trong khi xem chương trình phát sóng trực tiếp.
Năm 2019, Gate.io đã ra mắt quỹ Gate SAFU, đóng vai trò là quỹ bảo hiểm của nền tảng nhằm cung cấp an toàn bảo đảm cho tài sản của người dùng.
Gate.io đã phát hành Cơ chế bằng chứng dự trữ vào năm 2020, một phương pháp chứng minh kỹ thuật cho phép người dùng kiểm tra số tiền gửi mà họ nắm giữ trên nền tảng, bao gồm tổng tài sản của họ trên nền tảng. Phương pháp này là sự kết hợp giữa các thuật toán toán học và kiểm toán tài chính dựa trên thuật toán chống hacker.
Gate.io đã vượt qua bài kiểm tra khối lượng giao dịch đáng tin cậy của Coin Metrics vào tháng 7 năm 2020. Phạm vi kiểm tra bao gồm phân tích tương quan khối lượng giao dịch, phân tích lưu lượng truy cập mạng và phân tích tính năng định tính.
Để có được chứng chỉ CER, Gate.io đã hợp tác với Hacken vào năm 2020 để tăng cường hơn nữa cơ chế bảo mật và tối ưu hóa hoạt động vận hành của công ty, bao gồm tăng cường chương trình săn lỗi nhận thưởng và kiểm tra thử nghiệm xâm nhập.
Tháng 8 năm 2020, Gate.io đứng đầu về điểm số an ninh mạng CER.live, một nền tảng chứng nhận và xếp hạng an ninh mạng xác minh số dư và trách nhiệm pháp lý của các sàn giao dịch tiền điện tử trên toàn thế giới.
Gate Ventures là bộ phận đầu tư mạo hiểm của Gate.io, được thành lập vào tháng 9 năm 2021. Gate Ventures tập trung vào các khoản đầu tư giai đoạn đầu vào cơ sở hạ tầng, hệ sinh thái và ứng dụng phi tập trung, đồng thời hỗ trợ các công ty khởi nghiệp về tài chính, nguồn lực vận hành và chuyên môn trong ngành. Gate Ventures đã ra mắt quỹ trị giá 100 triệu USD để tài trợ cho các dự án trong ngành.
Gate Ventures đã ra mắt thêm quỹ khác trị giá 200 triệu USD vào tháng 11 năm 2022 để hỗ trợ nhiều giao thức layer 1 và layer 2 thay thế.
Tháng 1 năm 2021, Gate.io đã ra mắt Gate Labs, một công cụ tăng tốc khởi nghiệp, nhằm cung cấp cho các doanh nhân sự hỗ trợ trong ngành, các biện pháp thực hành tốt nhất và hỗ trợ nguồn lực.

### 2022-2023
Năm 2022, Gate.io đã ra mắt nền tảng học tập đầu tư tiền điện tử - Gate Learn.
Tháng 10 năm 2022, Gate.io và Thành phố Busan cùng nhau thành lập và quản lý Sàn giao dịch tài sản kỹ thuật số Busan.
Tháng 12 năm 2022, Gate.io cũng cam kết 100 triệu USD thông qua quỹ Gate SAFU để hỗ trợ sự phát triển của ngành tiền điện tử.
Gate Group đã hợp tác với Visa để ra mắt thẻ tín dụng tiền điện tử tại một số quốc gia được chọn trong Khu vực Kinh tế Châu Âu vào tháng 3 năm 2023.
Năm 2023, Gate.io đã hợp tác với Coinfirm. Coinfirm là một nền tảng chống rửa tiền (AML) theo thời gian thực và chống lại nền tảng tài trợ khủng bố (CFT) cho tài sản kỹ thuật số và không gian tiền điện tử.
Tháng 8 năm 2023, Gate.io một lần nữa hợp tác với Hacken nhằm mục đích kiểm tra các hợp đồng thông minh trong Gate Web3 và hệ sinh thái phi tập trung rộng hơn của nó. Bản chất của sự hợp tác chuyên sâu lần này với Hacken là thông qua bên thứ ba để tiến hành kiểm tra hợp đồng thông minh và tạo báo cáo nhằm tăng cường phát hiện và sửa chữa lỗ hổng, từ đó cải thiện hơn nữa tính bảo mật của hệ thống và tài sản Gate.io.

## Tình trạng pháp lý
Gate.io là nhà cung cấp dịch vụ tài sản ảo và sàn giao dịch tiền điện tử được công nhận trên toàn cầu và là một trong những sàn giao dịch trực thuộc Gate Group. Gate Group chỉ cung cấp dịch vụ cho một số quốc gia và khu vực nhất định. Đã được cấp phép bởi chính quyền của các quốc gia và khu vực sau và có thể cung cấp hợp pháp nhiều loại dịch vụ tiền mã hóa phù hợp với các thị trường khác nhau.

### Châu Âu
Gate Group được cấp phép và đăng ký ở một số nước châu Âu, bao gồm: Giấy phép Tài sản tài chính ảo (VFA) loại 4 ở Malta để thực hiện các dịch vụ giám sát và giao dịch tài sản ảo; đăng ký với tư cách là Nhà cung cấp dịch vụ tài sản ảo (VASP) ở Litva; và đăng ký tổ chức từ thiện ở Gibraltar.
Gate.io đã nhận được giấy phép dịch vụ tiền điện tử ở Litva vào tháng 9 năm 2022.

### Trung Đông
Để mở rộng sang thị trường Trung Đông, Gate Group đã nhận được giấy phép từ Trung tâm Trao đổi Hàng hóa Đa ngành Dubai (DMCC) để tiến hành giao dịch độc quyền các sản phẩm tiền điện tử tại Các Tiểu vương quốc Ả Rập Thống nhất (UAE).  Vào tháng 11 năm 2022, Gate Turkey được thành lập để tập trung phục vụ thị trường Thổ Nhĩ Kỳ.

### Châu Á
Năm 2022, Hippo Financial Services Limited, một công ty con của Gate Group, đã nhận được giấy phép Nhà cung cấp dịch vụ công ty và ủy thác (TCSP) của Hồng Kông. Sau đó, Gate.HK chính thức được thành lập vào tháng 5 năm 2023.

## Sản phẩm
Gate.io là một sàn giao dịch tiền điện tử tập trung cung cấp nhiều sản phẩm và dịch vụ tài sản kỹ thuật số, bao gồm giao dịch giao ngay và ký quỹ, giao dịch hợp đồng tương lai vĩnh cửu, quyền chọn và dịch vụ giao dịch NFT. Theo Bloomberg, sàn giao dịch của Gate.io có tổng tài sản là 1,88 tỷ USD tính đến tháng 5 năm 2023.

### Giao dịch
Gate.io cung cấp giao dịch giao ngay, giao dịch ký quỹ, thanh toán push và dịch vụ chuyển đổi giữa các loại tiền tệ khác nhau, cũng như các sản phẩm như hợp đồng tương lai vĩnh cửu và hợp đồng giao chuyển, quyền chọn và CBBC. Ngoài ra còn có chức năng sao chép giao dịch phù hợp cho người mới sử dụng tiền điện tử, tức là người dùng mới có thể tự động sao chép chiến lược giao dịch của các nhà giao dịch có kinh nghiệm phong phú để tăng tỷ lệ chiến thắng trong giao dịch của mình.

### Sản phẩm và dịch vụ
Ngoài các dịch vụ tài chính, Gate.io còn ra mắt GateChain, một hệ sinh thái phi tập trung để lưu trữ, phát hành và giao dịch tài sản kỹ thuật số, cũng như Gate Ventures, Gate Grants, Gate Labs, Gate NFT, Wallet S2, MiniApp và GameFi Center. Vào tháng 8 năm 2019, Gate.io đã ra mắt GateToken (GT) trên mạng chính GateChain,  sau đó đồng thời phát hành Whitepaper giao thức blockchain HipoSwap vào ngày 14 tháng 9 năm 2020.  Vào nửa cuối năm 2021, mạng chính GateChain đã công bố hỗ trợ chính thức cho Máy ảo Ethereum (EVM).

### GateToken (GT)
GateToken (GT) là token gốc của chuỗi công khai GateChain, được ra mắt vào tháng 8 năm 2019. Nó có thể được sử dụng để thanh toán phí gas cho các giao dịch diễn ra trên mạng.

### Hệ sinh thái Web3
Gate đã tạo ra một hệ sinh thái Web3 hoàn chỉnh, bao gồm DEX thị trường giao ngay, bộ định tuyến đa chuỗi để trao đổi mã thông báo, thế chấp và lợi nhuận, thị trường NFT và ví Gate. Ví Gate là một ví tổng hợp đa chuỗi, không giám sát, phi tập trung, để người dùng quản lý tài sản trên các chuỗi khác nhau.
Tháng 11 năm 2022, Gate.io đã ra mắt giải pháp thanh toán dựa trên tiền điện tử - Gate Pay. Gate Pay cho phép người dùng mua sản phẩm một cách an toàn bằng cách sử dụng tiền điện tử, thúc đẩy hơn việc áp dụng và phổ biến tiền điện tử và Web 3.0.